# Буточийн Цог
Буточийн Цог (монг. Буточийн Цог; 25 мая 1912 года — 10 августа 1989 года) — военный деятель Монголии, министр обороны МНР, генерал-полковник МНР, Герой Монгольской Народной Республики.

## Биография
Родился 25 мая 1912 года в Монголии.
В 1936 году начал учёбу в Сумском артиллерийском училище. В 1937 году окончил его.
После окончания училища остался в нём, был сначала переводчиком, затем командиром взвода курсантов-монголов.
Участвовал в боях на реке Халхин-Гол (11 мая — 16 сентября 1939 года), занимал должность начальника артиллерийского управления Монгольской народной армии с присвоением воинского звания «майор».
Во время боёв на Халхин-Голе воевал вместе с известными советскими полководцами Георгием Жуковым, Николаем Вороновым и другими.
C 1943 года — слушатель Военной академии бронетанковых войск.
В 1945 году стажировался в действующих войсках РККА во время освобождения Восточной Пруссии. Участвовал во взятии Кенигсберга и других городов Восточной Пруссии. 
После победы над фашистской Германией участвовал в Маньчжурской операции и возглавлял монгольское войсковое соединение. Прошел с боями через Гоби и Хинган, участвуя в разгроме японской армии.
В 1947 году окончил с отличием академию.
После окончания Второй Мировой войны служил в войсках Монгольской Народной Республики.
Занимал различные должности в высшем руководстве армии МНР, руководил Управлением гражданской авиации. Был сначала заместителем министра обороны, затем был назначен на должность начальника Генерального штаба армии МНР.
Последняя должность в вооружённых силах — министр обороны МНР.
С 1985 года на пенсии. Проживал в Москве вместе с супругой Барсуковой Натальей Николаевной.
На празднование пятидесятилетия битвы на реке Халхин-Гол приехал в Улан-Батор, где и умер 10 августа 1989 года.
Сын Б.Цога — Геннадий Цог, генерал-майор МНР, доктор военных наук, умер 6 мая 2012 года, имел двух дочерей: Цог Бадмаеву Елену и Цог Беата Натали.
Дочь Б.Цога — Хервертне Цог Сувд (Светлана) окончила МГИМО, работала в системе внешней торговли. В настоящее время живет в гор. Будапешт, Венгрия, имеет трех сыновей: Кочиш Габор, Херверт Балаж, Херверт Кристиан.

## Награды
- Герой Монгольской Народной Республики (13 марта 1981 года)
- 5 орденов Сухэ-Батора
- 2 ордена Боевого Красного Знамени
- 3 Ордена «Полярная звезда»
- Орден «За боевые заслуги»
- медаль «Мы победили»
- медаль «25 лет Народной революции»
- Знак «Участнику боёв у Халхин-Гола»

Награды СССР
- Орден Ленина
- Орден Отечественной войны | степени
  - Медаль «За победу над Германией в Великой Отечественной войне 1941—1945 гг.»,
  - Медаль «За победу над Японией»
  - Юбилейная медаль «30 лет Советской Армии и Флота»
  - Юбилейная медаль «Двадцать лет Победы в Великой Отечественной войне 1941—1945 гг.»,
  - Юбилейная медаль «Тридцать лет Победы в Великой Отечественной войне 1941—1945 гг.»,
  - Юбилейная медаль «Сорок лет Победы в Великой Отечественной войне 1941—1945 гг.»
- Другие награды, в том числе и других стран.

## Память
- В ознаменования столетия со дня рождения Цога одной из артиллерийских бригад было присвоено наименование имени Героя Монголии Буточийна Цога.
- Также в честь столетнего юбилея было решено установить бюст-памятник Б.Цогу в здании Управления гражданской авиации, как первому её основателю и руководителю.
- 25 мая 2012 года в Монголии прошли торжества в честь 100-летия Б.Цога.